# Disciplined Breakdown
Disciplined Breakdown è il terzo album in studio del gruppo musicale statunitense Collective Soul, pubblicato nel 1997. Pur non riscuotendo lo stesso successo dei predecessori, l'album vendette oltre un milione di copie negli Stati Uniti e arrivò alla 16a posizione nella Billboard 200. Inoltre due dei tre singoli estratti dall'album, Precious Declaration e Listen, rimasero rispettivamente per 4 e per 5 settimane al primo posto della Mainstream Rock Songs.

## Tracce
1. Precious Declaration – 3:41
2. Listen – 4:14
3. Maybe – 4:09
4. Full Circle – 4:09
5. Blame – 4:42
6. Disciplined Breakdown – 2:55
7. Forgiveness – 5:02
8. Link – 3:04
9. Giving – 3:06
10. In Between – 4:03
11. Crowded Head – 3:40
12. Everything – 3:46

## Formazione
- Ed Roland - voce, chitarra addizionale
- Ross Childress - chitarra solista
- Dean Roland - chitarra ritmica
- Will Turpin - basso, cori
- Shane Evans - batteria, percussioni